# Listening
Listening è un'opera teatrale del drammaturgo statunitense Edward Albee. Nata come opera radiofonica su commissione della BBC, la pièce fu trasmessa da Londra il 28 marzo 1976, per poi essere riadattata da Albee per le scene e fare il proprio debutto teatrale all'Hartford Stage Company di Hartford il 28 gennaio 1977. La prima newyorchese avvenne solo nel 1993.

## Trama
Di ispirazione beckettiana, la pièce presenta tre personaggi: l'Uomo (the Man), la Donna (the Woman) e la Ragazza (the Girl), coinvolti in un triangolo amoroso. I tre presentano caratteri distinti, che emergono nel dramma, orchestrato come una sinfonia: l'Uomo è gentile, ma distante; la Donna è aspra e sarcastica; la Ragazza potrebbe avere disturbi mentali ed è catatonica.